# Shabby chic
 Der er for få eller ingen kildehenvisninger i denne artikel, hvilket er et problem. Du kan hjælpe ved at angive troværdige kilder til de påstande, som fremføres i artiklen.

Shabby chic er en modestil, skabt af den britiske indretningsarkitekt Rachel Ashwell i slutningen af 1980'erne. Stilen var oprindeligt inspireret af de traditionelle huse i det engelske landskab. Gamle møbler eller nye møbler behandlet for at give gammelt indtryk. Farvetema er i hvid eller lyse farver. Stofpolstring er ofte i bomuld eller hør.
I den mere populære udgave er shabby chic ofte en feminin stil karakteriseret ved pastelfarver. Romantiske detaljer og self-made ornamenter er populære. Møblerne er ofte fund fra de lokale loppemarkeder, som genanvendes og males på. Metaldele kan godt have et element af rust. Undertiden indgår kristne genstande som f.eks. madonnaer, kors, og gamle bibler.
| Mode | Spire Denne artikel om mode er en spire som bør udbygges. Du er velkommen til at hjælpe Wikipedia ved at udvide den. |